# Arantia gabunensis
Arantia gabunensis är en insektsart som beskrevs av Brunner von Wattenwyl 1891. Arantia gabunensis ingår i släktet Arantia och familjen vårtbitare. Inga underarter finns listade i Catalogue of Life.